# 癸卯旅行記
癸卯旅行記，是清末單士厘所著的一本遊記，是目前所知中國第一部女性撰寫的出國旅行記，於1903年出版。
單士厘為外交官錢恂之妻，即钱稻孙的母亲。因丈夫駐日本工作，她多次到日本，後又隨丈夫經朝鮮到俄國使館工作，《癸卯旅行記》即記述她的經歷，並以日記的形式記錄。她在自序中即鼓勵中國婦女出門遠遊，以增廣見識。
《癸卯旅行記》分為三卷，上卷記述在日本東京、大阪等地，以及朝鮮的經歷，中下卷記述海參崴、西伯利亞、彼得堡等地的所見。在書中，她以婦女的角度發表她觀察外國的國情，例如在日本部分，將調中國應重視女子教育，在比較中國、日本、歐洲婦女時，認為中國婦女婦德較佳，但婦學則不如。
後來她在1910年，又出版了另一部遊記《歸潛記》，記敘在義大利的遊歷經驗。